# Norman Whitfield
Norman Whitfield, född 12 maj 1940 i Harlem, New York, död 16 september 2008 i Los Angeles, Kalifornien, var en amerikansk skivproducent och låtskrivare, under många år verksam vid skivbolaget Motown i Detroit, Michigan.
Whitfield var mycket inflytelserik för den amerikanska soulmusikens utveckling under 1960-talet, och var en av dem som skapade det så kallade Motownsoundet. Han anställdes vid Motown 1962. Från 1966 producerade han den framgångsrika gruppen The Temptations som han också skrev mycket material till. Tillsammans med textförfattaren Barrett Strong skrev han bland annat I Heard It Through The Grapevine som spelats in av bland andra Marvin Gaye och Gladys Knight & The Pips.
Bland hans många hits kan också nämnas Ain't Too Proud To Beg, Papa Was A Rolling Stone, Cloud Nine (samtliga med The Temptations) och War (med Edwin Starr).
1973 lämnade Norman Whitfield Motown och startade det egna skivbolaget Whitfield Records, där han hade framgångar med gruppen The Undisputed Truth. I början av 1980-talet återvände han till Motown.